# オットー・ワールブルク
オットー・ハインリッヒ・ワールブルク（Otto Heinrich Warburg、1883年10月8日 - 1970年8月1日）は、ドイツの生理学者、医師。

## 経歴
ベルリンにて1921年-1927年までベルリン大学助教授を経て、1931年-1953年までカイザー・ヴェルヘルム生物学研究所（現在のマックス・プランク生物学研究所）の局長として、細胞生理学の研究を行う。彼は腫瘍の代謝、及び細胞（特に癌細胞）の呼吸の研究を行った。「呼吸酵素の性質と作動機構の発見」"Discovery of the nature and mode of action of the respiratory enzyme"により、1931年にノーベル生理学・医学賞を受賞した。彼は1931年にThe Metabolism of Tumoursを編集し、1962年にはNew Methods of Cell Physiologyを執筆し、同年パウル・エールリヒ&ルートヴィヒ・ダルムシュテッター賞を受賞。彼は細胞内で低酸素濃度下において腫瘍が発達することを最初に実証した。さらに、1966年6月30日にドイツ、コンスタンツ湖のリンダウにて行われたノーベル賞受賞者会議の会合にて腫瘍の根本的原因と予防について発表した。このスピーチにて、彼は癌細胞の発生の根本的な原因は嫌気的な物であるという証拠を発表した。

## 参照
- Otto Warburg - Biographical